# Hospitales (stacja metra w Buenos Aires)
Hospitales – stacja metra w Buenos Aires, na linii H. Znajduje się za planowaną stacją Sáenz, a planowaną stacją Caseros. Otwarcie stacji w 2010.